# Municipio de Väike-Maarja
El municipio de Väike-Maarja (estonio: Väike-Maarja vald) es un municipio estonio perteneciente al condado de Lääne-Viru.

## Localidades (población año 2011)
- Aavere 25
- Aburi 60
- Äntu 54
- Ao 49
- Ärina 57
- Avanduse 97
- Avispea 98
- Ebavere 128
- Edru 19
- Eipri 69
- Emumäe 29
- Hirla 25
- Imukvere 15
- Jäätma 2
- Kaavere 3
- Kadiküla 0
- Kamariku 2
- Kännuküla 49
- Kärsa 8
- Käru 80
- Kellamäe 3
- Kiltsi 231
- Kitsemetsa 2
- Koila 19
- Koluvere 7
- Koonu 55
- Kõpsta 18
- Kurtna 27
- Lahu 6
- Lammasküla 27
- Lasinurme 48
- Liigvalla 67
- Liivaküla 74
- Määri 52
- Mäiste 14
- Mõisamaa 15
- Müüriku 53
- Nadalama 26
- Nõmme 15
- Nõmmküla 33
- Olju 2
- Orguse 32
- Padaküla 0
- Pandivere 88
- Piibe 57
- Pikevere 77
- Pudivere 35
- Raeküla 31
- Raigu 35
- Räitsvere 24
- Rakke 927
- Rastla 29
- Salla 87
- Simuna 383
- Sootaguse 6
- Suure-Rakke 44
- Tammiku 60
- Triigi 258
- Uuemõisa 17
- Väike-Maarja 1,775
- Väike-Rakke 11
- Väike-Tammiku 15
- Vao 333
- Varangu 26
- Villakvere 0
- Võivere 31
- Vorsti 5[1]